# كريس تيلي
كريس تيلي (بالإنجليزية: Chris Tilley)‏ هو لاعب رماية أمريكي، ولد في 6 مايو 1985 في وينستون-سالم في الولايات المتحدة.

## وصلات خارجية
- كريس تيلي على موقع IMDb (الإنجليزية)